# Unreal Championship 2: The Liandri Conflict
Unreal Championship 2: The Liandri Conflict is een first-/third-person shooter computerspel uit de Unrealserie. Het spel werd ontwikkeld door Epic Games en gepubliceerd door Midway Games op 18 april 2005. Het spel is een direct vervolg op Unreal Championship.
Unreal Championship 2 is geheel herbouwd voor de Xbox live.

## Gameplay
In het spel kan een speler kiezen uit veertien bespeelbare personages uit het Unreal-universum. Daarnaast bevat Unreal Championship 2 twee nieuwe spelmodes als uitbreiding op de spelmodes uit zijn voorganger: Overdose en Nali Slaughter. Ook bevat het spel nieuwe wapens en meer upgrades die beschikbaar zijn via adrenaline.
Unreal Championship 2 probeert de genres van een first-person shooter te combineren met die van een third-person vechtspel zoals Soul Calibur. Ter ondersteuning van deze nieuwe gameplay is de dondergod Raiden uit de spellenserie Mortal Kombat beschikbaar als geheim personage.
Spelers kunnen tussen first-person en third-person heen en weer switchen. Sommige wapens zijn alleen in een van beide modes beschikbaar.
Het spel bevat naast klassieke multiplayermodes ook een singleplayerverhaal, verhaalspecifieke missies en tournamentladders voor elk personage in het spel. Alle personages hebben bewegingen en vaardigheden die uniek zijn voor hun ras